# Xenocytaea maddisoni
Xenocytaea maddisoni là một loài nhện trong họ Salticidae.
Loài này thuộc chi Xenocytaea. Xenocytaea maddisoni được Berry, Joseph A miêu tả năm 1998. Beatty & Jerzy Prószyński.